# Whitesburg (Kentucky)
Whitesburg is een plaats (city) in de Amerikaanse staat Kentucky, en valt bestuurlijk gezien onder Letcher County.

## Demografie
Bij de volkstelling in 2000 werd het aantal inwoners vastgesteld op 1600.
In 2006 is het aantal inwoners door het United States Census Bureau geschat op 1517, een daling van 83 (-5,2%).

## Geografie
Volgens het United States Census Bureau beslaat de plaats een oppervlakte van
8,0 km², geheel bestaande uit land. Whitesburg ligt op ongeveer 394 m boven zeeniveau.

## Plaatsen in de nabije omgeving
De onderstaande figuur toont nabijgelegen plaatsen in een straal van 20 km rond Whitesburg.